# 미노시마역
미노시마역(일본어: 箕島駅, みのしまえき)은 일본 와카야마현 아리다시에 있는, 서일본 여객철도의 철도역이다. 기세이 본선이 지나가며, 기노쿠니 선 소속 열차들을 이용할 수 있다.
아리다시의 대표역으로, 특급 《구로시오》 호의 일부가 정차한다.

## 역 구조
지상역으로, 승강장은 단식 1면 1선과 섬식 1면 2선이 있다. 역사는 단식 승강장인 1번 승강장 쪽에 있으며, 반대편 섬식 승강장과는 과선교로 이어져 있다. 긴급환자 발생 상황을 대비해 자동체외식 제세장치(AED)가 갖추어져 있으며, 역무원 전원이 관련 훈련을 받았다.
서일본 여객철도 직영역으로, 고보역이 관리하고 있다.

### 승강장
| 1 | ■ 기노쿠니 선 | 와카야마 · 덴노지 · 신오사카 방면 |                             |
| 2 | ■ 기노쿠니 선 | 와카야마 · 덴노지 · 신오사카 방면 | (일부 보통등급 열차가 사용) |
| 2 | ■ 기노쿠니 선 | 고보 · 시라하마 · 신구 방면       | (일부 보통등급 열차가 사용) |
| 3 | ■ 기노쿠니 선 | 와카야마 · 덴노지 · 신오사카 방면 |                             |

## 역세권 정보
- 아리다시청
- 아리다 온천
- 아리다가와 온천

## 역사
- 1924년 2월 28일 - 일본국유철도의 역으로 개업하였다.
- 1987년 4월 1일 - 민영화에 따라 서일본 여객철도의 소속이 되었다.

## 인접역
| 서일본 여객철도 기세이 본선   | 서일본 여객철도 기세이 본선 | 서일본 여객철도 기세이 본선 |
| ----------------------------- | --------------------------- | --------------------------- |
| 후지나미 고보·기이타나베 방면 | ■ 기노쿠니 선·한와 선 쾌속  | 가모고 와카야마·덴노지 방면 |
| 기이미야하라 신구 방면        | ■ 기노쿠니 선 보통          | 하쓰시마 와카야마 방면      |